# Van Daalen River
Der Van Daalen River ist ein Fluss in West-Neuguinea in der Provinz Papua, Indonesien. Es ist ein Nebenfluss des Flusses Tariku.

## Geographie
Der Fluss fließt im Norden Papuas mit überwiegend tropischem Regenwaldklima, so wird er in der Klimaklassifikation Köppen-Geiger als Af bezeichnet (nicht unter 18 °C und immerfeucht, bzw. keine Trockenzeit). Die jährliche Durchschnittstemperatur in der Region beträgt 21 °C. Der wärmste Monat ist der Oktober mit einer Durchschnittstemperatur von 22 °C und der kälteste der Januar mit 18 °C. Die jährliche Niederschlagsmenge beträgt im Durchschnitt 5121 mm. Der niederschlagsreichste Monat ist der März mit durchschnittlich 573 mm Niederschlag und der trockenste Monat ist der Juli mit 324 mm Niederschlag.